# 王吟秋
王吟秋（1925年—2001年10月20日），京劇演員，程派五老之一，出生於江蘇蘇州，12歲進北京（当年叫北平）投師求藝，後拜師在王瑤卿門下，學習青衣，得師親傳《棋盤山》、《十三妹》、《萬里緣》、《乾坤福壽鏡》、《蘇武牧羊》等劇，後經王瑤卿覺其氣質適合學程派，逐將王吟秋推薦給了程硯秋先生。

## 經歷
1942年冬，在北平三慶戲院以全部《焦仲卿妻》一劇登臺。
1943年，加入了馬連良的扶風社，掛二牌旦角，為其配演的戲《打漁殺家》、《桑園會》、《四進士》等劇。
1945年，王吟秋正式拜師程硯秋先生習藝程派風格。
1955年，相繼歷任了寧夏京劇團、北京青年京劇團、北京京劇院等主要演員。
1994年，王吟秋赴台灣講學傳藝並作示範演出。
2001年，与山东省巨野县进京打工的民工战庆华结识，曾请后者到家中做客。10月20日15时许，战庆华手头缺钱，心生恶念，爬窗进入王吟秋家中，用家里的菜刀将其刺杀身亡，抢得人民币1000余元、便携式VCD机、CD机各1台、金戒指1枚及剃须刀、戏剧头饰等物品，共计价值人民币4600余元。2002年8月12日，北京市第一中级人民法院以抢劫罪一审判处战庆华死刑，剥夺政治权利终身，并处没收个人全部财产。

## 入室弟子
- 陳靜秋，阜新京劇團演員，王吟秋先生的大弟子。
- 王鳳蓮，上海京劇院，出身梨園世家，1981年拜師王吟秋。
- 孫愛珍
- 遲小秋，北京京劇院青年團，為最年輕的中國戲劇梅花獎獲得者（19歲）；1981年開始跟隨王吟秋先生學習程派，1983年在北京正式拜師。
- 李佩紅，天津青年京劇團，原為刀馬旦，後轉程派。中國戲劇梅花獎獲得者；1992年受程派名家王吟秋老師親授，主演了程派名劇《六月雪》，1995年正式拜王吟秋為師。
- 溫天，票友弟子
- 張繼安，票程派，1993年起追隨王吟秋先生，學習程派的藝術，後為王吟秋的關門弟子。
- 程派演員，張火丁、呂洋、鍾榮...（非入室弟子，只是他的學生）[3]

## 程派劇目
- 《鎖麟囊》
- 《紅拂傳》
- 《金鎖記》
- 《荒山淚》
- 《鴛鴦塚》
- 《春閨夢》
- 《文姬歸漢》
- 《青霜劍》
- 《孔雀東南飛》（焦仲卿妻）
- 《三擊掌》
- 《別寒窯》
- 《武家坡》
- 《大登殿》
- 《汾河灣》

## 新編劇目
- 《平地風波》
- 《火焰駒.打路》[1]

## 外部連結
- 王吟秋演唱的曲谱-中国曲谱网 （页面存档备份，存于）
- 王吟秋嫡传弟子张继安先生写《浅谈程派演唱技巧》一直很规矩的程三代，值得学习 （页面存档备份，存于）